# SD Logroñés
Az SD Logroñés, teljes nevén Sociedad Deportiva Logroñés egy spanyol labdarúgócsapat. A klubot 2009-ben alapították, jelenleg a negyedosztályban szerepel.

## Története
A klubot 2009-ben alapították, az ugyanebben az évben megszűnt CD Logroñés egyik jogutódjaként.
Első szezonját regionális szinten kezdte, ahonnan első próbálkozásra feljutott a negyedosztályba.
Ugyancsak jogutódja a CD Logroñésnek a szintén 2009-ben alapított UD Logroñés.

## Statisztika
| Szezon  | Osztály    | Poz. | Copa del Rey |
| ------- | ---------- | ---- | ------------ |
| 2009/10 | Preferente | 1.   |              |
| 2010/11 | 3ª         |      |              |

## Külső hivatkozások
- Hivatalos weboldal (spanyolul)
- Futbolme (spanyolul)